# العلاقات الأندورية المكسيكية
العلاقات الأندورية المكسيكية هي العلاقات الثنائية التي تجمع بين أندورا والمكسيك.

## مقارنة بين البلدين
هذه مقارنة عامة ومرجعية للدولتين:
| وجه المقارنة                                              | أندورا                                                     | المكسيك                                                                               |
| --------------------------------------------------------- | ---------------------------------------------------------- | ------------------------------------------------------------------------------------- |
| المساحة (كم2)                                             | 468                                                        | 1.97 مليون                                                                            |
| عدد السكان (نسمة)                                         | 76.18 ألف                                                  | 130.53 مليون                                                                          |
| الكثافة السكانية (ن./كم²)                                 | 16.28 ألف                                                  | 66.26                                                                                 |
| العاصمة                                                   | أندورا لا فيلا                                             | مدينة مكسيكو                                                                          |
| اللغة الرسمية                                             | اللغة الكتالونية                                           | اللغة الإسبانية                                                                       |
| العملة                                                    | يورو                                                       | بيزو مكسيكي                                                                           |
| الناتج المحلي الإجمالي (بليون دولار)                      | 3.01 مليار                                                 | 1.15 تريليون                                                                          |
| الناتج المحلي الإجمالي (تعادل القوة الشرائية) بليون دولار |                                                            | 2.16 تريليون                                                                          |
| الناتج المحلي الإجمالي الاسمي للفرد دولار أمريكي          |                                                            | 9.01 ألف                                                                              |
| الناتج المحلي الإجمالي للفرد دولار أمريكي                 |                                                            | 17.32 ألف                                                                             |
| مؤشر التنمية البشرية                                      | 0.858                                                      | 0.756                                                                                 |
| رمز المكالمات الدولي                                      | +376                                                       | +52                                                                                   |
| رمز الإنترنت                                              | .ad                                                        | .mx                                                                                   |
| المنطقة الزمنية                                           | ت ع م+01:00، توقيت وسط أوروبا، ت ع م+02:00، أوروبا/أندورا ‏ | منطقة زمنية وسطى، المنطقة الزمنية الجبلية، زمن منطقة المحيط الهادئ، منطقة زمنية شرقية |

## مدن متوأمة
في ما يلي قائمة باتفاقيات التوأمة بين مدن أندورية ومكسيكية:
- ترتبط أندورا لا فيلا مع مدينة مكسيكو باتفاقية توأمة.

## منظمات دولية مشتركة
يشترك البلدان في عضوية مجموعة من المنظمات الدولية، منها:
| علم المنظمة | اسم المنظمة                   | تاريخ انضمام أندورا | تاريخ انضمام المكسيك |
| ----------- | ----------------------------- | ------------------- | -------------------- |
|             | الاتحاد الدولي للاتصالات      | 12 نوفمبر 1993      | 1 يوليو 1908         |
|             | منظمة حظر الأسلحة الكيميائية  | ?                   | ?                    |
|             | يونسكو                        | 20 أكتوبر 1993      | 4 نوفمبر 1946        |
|             | الأمم المتحدة                 | 28 يوليو 1993       | 7 نوفمبر 1945        |
|             | منظمة الشرطة الجنائية الدولية | ?                   | ?                    |

## وصلات خارجية
- موقع وزارة الخارجية الأندورية
- موقع وزارة الخارجية المكسيكية